# Кулина (Дервента)
Кулина (серб. Кулина, хорв. Kulina) — населенный пункт (деревня) в общине Дервента, который принадлежит энтитету Республике Сербской, Босния и Герцеговина. По результатам югославской переписи населения 1991 года в Кулине проживало 808 человек.

## Население
В населении деревни преобладают хорваты.
| 1991                           | - | - | - | - | - | - |
| ------------------------------ | - | - | - | - | - | - |
| 808                            | - | - | - | - | - | - |
| Гистограмма динамики населения |   |   |   |   |   |   |

### Национальный состав
1991 год:
- Сербы — 54 человека (6,68 %)
- Хорваты — 742 человека (91,83 %)
- Югославы — 7 человек (0,86 %)
- Мусульмане — 0 человек (0,00 %)
- Другие — 5 человек (0,61 %)